# Victor Halperin
Victor Halperin (Chicago, 24 agosto 1895 – Benton, 17 maggio 1983) è stato un regista, sceneggiatore e produttore cinematografico statunitense che si firmò anche con il nome Rex Hale.
Ha diretto una ventina di pellicole, prevalentemente di genere horror. Il suo film più famoso è L'isola degli zombies, diretto nel 1932 e considerato il primo film in cui appare la figura dello zombi.

## Filmografia

### Regista
- When a Girl Loves (1924)
- Greater Than Marriage (1924)
- School for Wives (1925)
- The Unknown Lover (1925)
- In Borrowed Plumes (1926)
- Dance Magic (1927)
- Party Girl (1930)
- Ex-Flame (1930)
- L'isola degli zombies (White Zombie) (1932)
- Supernatural (1933)
- I Conquer the Sea! (1936)
- Revolt of the Zombies (1936)
- Racing Blood (1936)
- Nation Aflame (1937)
- Torture Ship (1939)
- Scacco al patibolo (Buried Alive) (1939)
- Girls' Town (1942)

### Sceneggiatore
- Ex-Flame, regia di Victor Halperin (1930)

### Produttore
- Convoy, regia di Joseph C. Boyle e, non accreditato, Lothar Mendes (1927)